# Simone Pignoni
Simone Pignoni (Florence, 17 avril 1611 - 16 décembre 1698 ) est un peintre italien de  la période baroque.

## Biographie

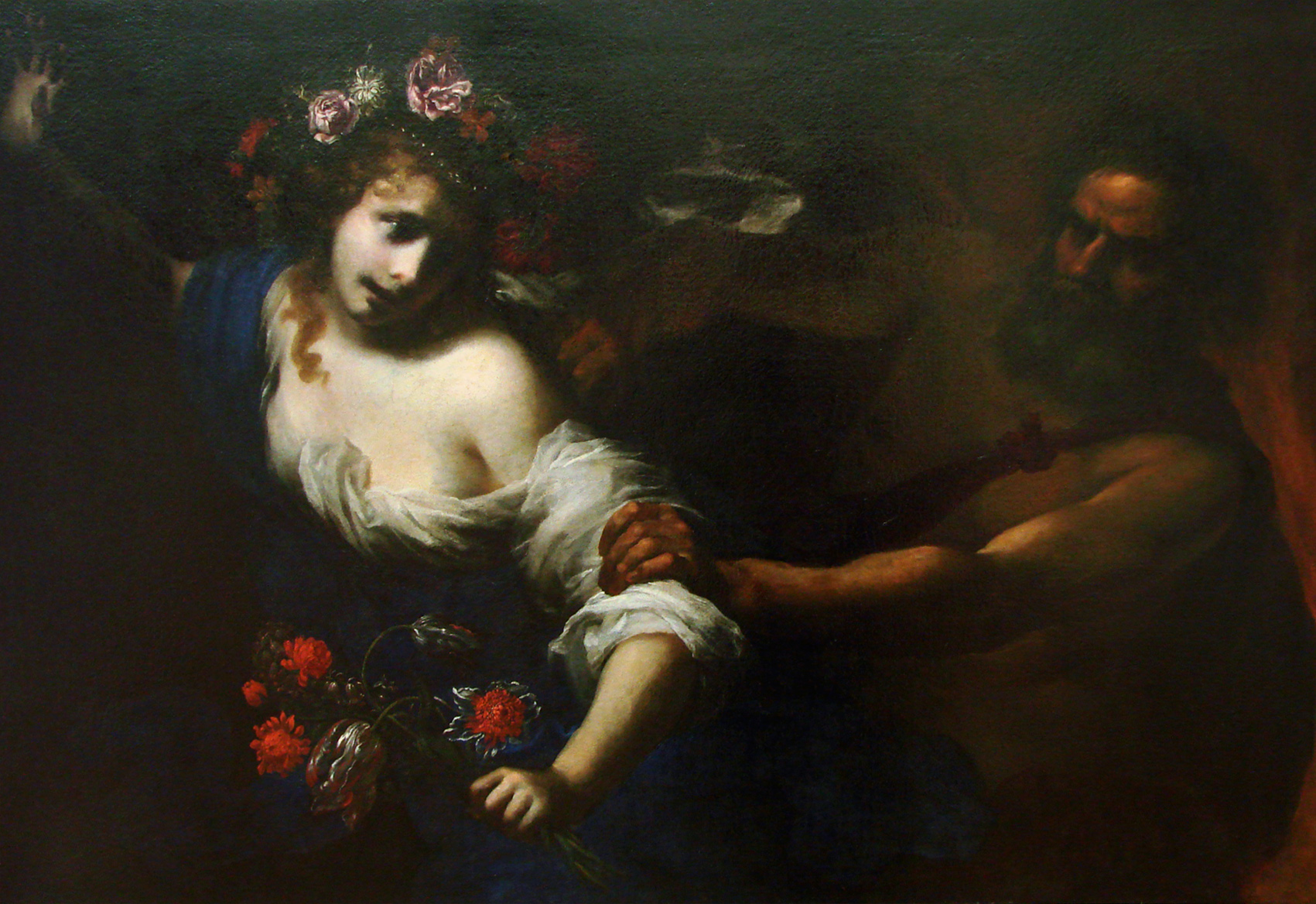
L'Enlèvement de Proserpine, v.1650, Musée des beaux-arts de Nancy.

Simone Pignoni fait son apprentissage avec Fabrizio Boschi, ensuite avec le plus académique et puritain Domenico Passignano et enfin avec Francesco Furini. Il est surtout connu pour ses peintures rappelant le style morbide et sensuel de son maître Furini. Son autoportrait (v. 1650), dans lequel il se dépeint en train de construire une femme nue et potelée à partir d'un squelette est un exemple de cette obsession. Le biographe Philippe Baldinucci, dans le peu qu'il consacre à ce peintre, rappelle à son propos, « la scandaleuse imitation des inventions licencieuses [de Furini] ».
Dans la biographie plus complète de son élève Giovanni Camillo Sagrestani, il le décrit comme étant doté d'une intelligence bizarre et se convertissant tardivement à la peinture religieuse. Il y rappelle l'épisode suivant : lors d'une maladie grave, s'étant dans sa vie concentré sur l'étude des formes féminines et étant alors résigné à l'imminence de l'infinité, son père spirituel le pressa de purger ses erreurs avec la flamme, et une fois guidé par une bonne disposition, il fut soudainement guéri par le Seigneur. Notons bien que la biographie de Baldinucci Furini, témoigne d'un semblable renoncement de son art de la nudité à l'approche de la mort.

## Œuvres principales

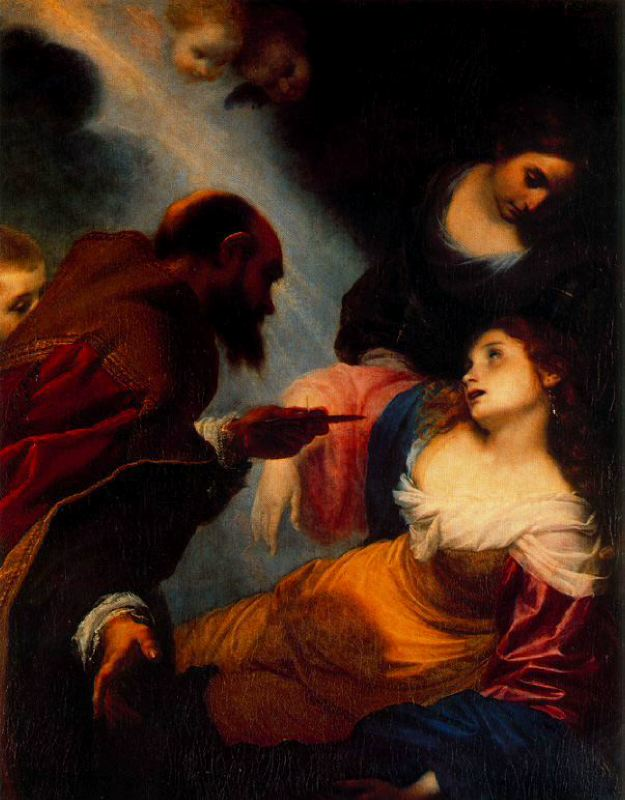
Martyre de sainte Petronille, Musée de l'Ermitage.

- Saint Agathe guérie par l'apparition de saint Pierre (attribution), Museo Civico di Trieste.
- Saint Louis donnant un banquet pour les pauvres (v. 1682), commande du comte Luigi Gucciardini, église Santa Felicita, Florence.
- Saint Charles Borromée et sainte Marie-Madeleine des Pazzii, chapelle de San Michele Arcangelo dans la Basilique della Santissima Annunziata de Florence.
- Allégorie de la Paix, Palazzo Vecchio.
- Marie-Madeleine pénitente (attribution), Palais Pitti.
- Apparition de la Vierge au bienheureux Bernardo Tolomeo, San Bartolomeo à Monteoliveto.
- Noces mystiques de sainte Catherine, musée des beaux-arts de Lyon.
- Le miracle de la broderie, musée des beaux-arts de Brest, huile sur toile, 120 x 152 cm, Inv. n° 69-9-1[1]

## Source de la traduction
- (en) Cet article est partiellement ou en totalité issu de l’article de Wikipédia en anglais intitulé « Simone Pignoni » (voir la liste des auteurs).